# Ervidel
Ervidel is een plaats (freguesia) in de Portugese gemeente Aljustrel en telt 1 309 inwoners (2001).